# Karjala takaisin
Karjala takaisin (in finlandese "[Vogliamo] indietro la Carelia") è un singolo del duo rap finlandese JVG, in collaborazione con il cantante Freeman, tratto dal secondo album jvg.fi e pubblicato il 16 aprile 2012 attraverso la Monsp Records. Il brano è stato composto da Sakke Aalto.
Un video musicale del singolo è stato pubblicato sull'account ufficiale di YouTube del duo
Il brano è entrato nella classifica ufficiale dei singoli, raggiungendo la quinta posizione, per poi uscire dalla classifica all'ingresso del singolo successivo, la hit Kran Turismo.
Il singolo è stato inserito nella compilation Leijonat 2012.

## Tracce
1. Karjala takaisin (feat. Freeman) – 3:14

## Classifica
| Classifica           | Massima posizione |
| -------------------- | ----------------- |
| Finlandia            | 5                 |
| Finlandia (download) | 21                |